# Boston shaker
Boston Shaker är en tvådelad shaker som används till att skaka drinkar. Den består av en glasdel och en metalldel. Man fyller shakern med is och häller ingredienserna i glasdelen, sätter på metalldelen, skakar och silar drinken i ett glas.